# 豪邁特蘇格

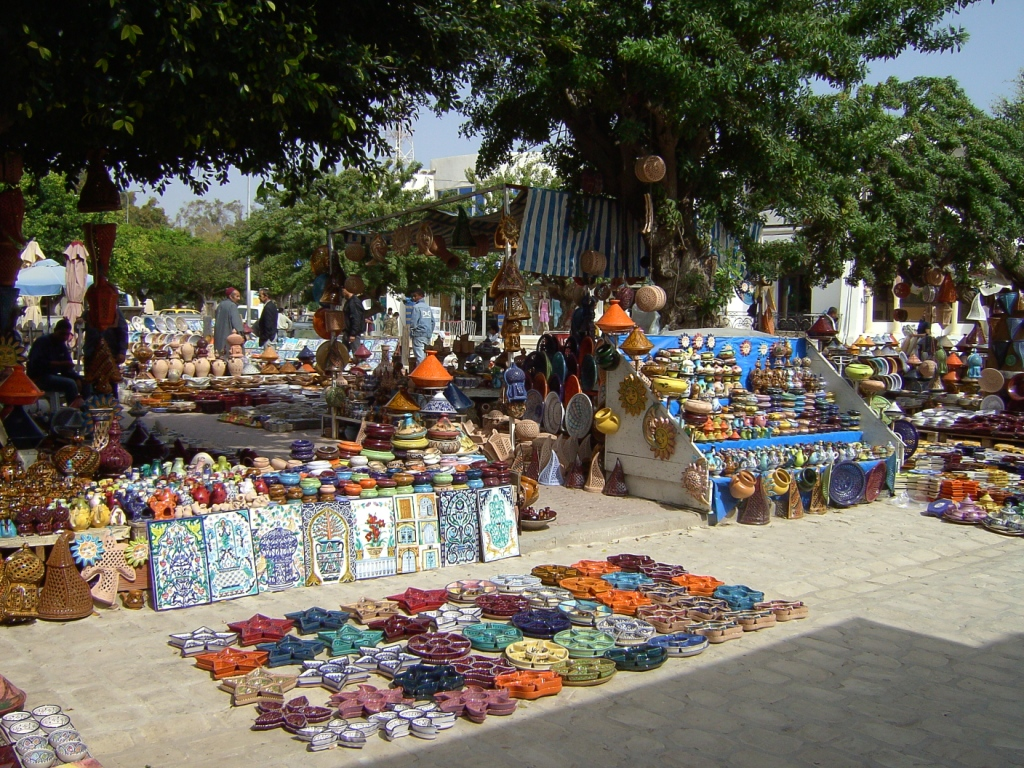

豪邁特蘇格（羅馬化：Ḥūmet es Sūq ⓘ）是突尼西亞的城鎮，由梅德寧省負責管轄，位於該國東南部，面積176.54平方公里，主要經濟活動是旅遊業，該鎮直至二十世紀中葉有大型猶太人社區，2014年人口75,904。

## 外部連結
- （法文） Official site for Houmt Souk （页面存档备份，存于）
- Lexicorient （页面存档备份，存于）